# Khaserianthus acutipennis
Khaserianthus acutipennis is een rechtvleugelig insect uit de familie Chorotypidae. De wetenschappelijke naam van deze soort is voor het eerst geldig gepubliceerd in 1903 door Saussure.